# Edane
Edane är en tätort i Arvika kommun. Orten ligger vid sjön Värmelns nordvästra strand i Värmland. 

## Befolkningsutveckling
| Befolkningsutvecklingen i Edane 1960–2020 | Befolkningsutvecklingen i Edane 1960–2020 | Befolkningsutvecklingen i Edane 1960–2020 | Befolkningsutvecklingen i Edane 1960–2020 | Befolkningsutvecklingen i Edane 1960–2020 |
| ----------------------------------------- | ----------------------------------------- | ----------------------------------------- | ----------------------------------------- | ----------------------------------------- |
|                                           |                                           |                                           |                                           |                                           |
| År                                        |                                           |                                           | Folkmängd                                 | Areal (ha)                                |
| 1960                                      | 1960                                      |                                           | 502                                       |                                           |
| 1965                                      | 1965                                      |                                           | 543                                       |                                           |
| 1970                                      | 1970                                      |                                           | 600                                       |                                           |
| 1975                                      | 1975                                      |                                           | 605                                       |                                           |
| 1980                                      | 1980                                      |                                           | 589                                       |                                           |
| 1990                                      | 1990                                      |                                           | 729                                       | 166                                       |
| 1995                                      | 1995                                      |                                           | 757                                       | 167                                       |
| 2000                                      | 2000                                      |                                           | 789                                       | 167                                       |
| 2005                                      | 2005                                      |                                           | 742                                       | 168                                       |
| 2010                                      | 2010                                      |                                           | 706                                       | 176                                       |
| 2015                                      | 2015                                      |                                           | 666                                       | 174                                       |
| 2020                                      | 2020                                      |                                           | 671                                       | 214                                       |
|                                           |                                           |                                           |                                           |                                           |

## Samhället
Det finns en förskola med fyra avdelningar och en skola för skolår förskoleklass till sexan i Edane. Tätorten har även en järnvägsstation vid Värmlandsbanan, som tidigare var en del av Nordvästra stambanan. Det finns vidare gästhamn och badplats. 
Serviceutbudet i Edane omfattar bland annat Westra Wermlands Sparbank, Brunskogs Försäkringsbolag, ICA Ringen, Brunskogs El, Edane rör, Edane Maskinservice, Meca bilverkstad, Edanes matcafé, samt frisör.
De största industrierna i Edane är Moelven Edanesågen AB samt Finnebäcks Kyl och frys med omkring hundra respektive tjugofem anställda.